# Национальное собрание Гвинеи
Национальное собрание Гвинеи (фр. Assemblée nationale) является законодательным органом Гвинеи.  В настоящее время в Собрании насчитывается 114 членов (депутатов), причем депутаты выбираются двумя разными системами.

## Полномочия
Собрание отвечает за законы и за составление бюджета.
Обычно он собирается на двух ежегодных сессиях, начиная с 5 апреля и 5 октября (или на следующий рабочий день, если праздник) и длится не более 90 дней. Специальные сессии могут вызываться либо президентом Гвинеи, либо большинством членов Собрания.

## Место заседаний
Национальное собрание проводит заседания в Народном дворце фр. Palais du Peuple, Дворец дю Пелле), который был построен с помощью Китая.

## Выборы

### 1963—1995
Гвинея являлась однопартийным государством с единственной легальной Демократической партией Гвинеи, которая получила все места в Парламенте. В результате выборов все места в парламенте (в 1968 году—75 мест, 1974 — 140, 1980 — 210) занимала Демократическая партия.

### 1995
Выборы 1995 года стали первыми многопартийными выборами государства. Победу одержала партия Единства и прогресса, которая получила 71 место из 114, второе место заняла партия Движение гвинейского народа, получившая 19 мест, а Демократическая партия потерпела сокрушительное поражение, получив всего 1 мандат в парламенте.

### 2002
На выборах 2002 года победу вновь одержала  Партия единства и прогресса получив 85 из 114 мест, второе место занял Союз прогресса и обновления, получив 20 мест, Демократическая партия Гвинеи получила 3 мандата. Явка составила 71,6%.

### 2013
Предыдущие парламентские выборы в Гвинее проходили в 2002 году и следующий парламент должен был избираться в июне 2007 году. Однако, из-за всеобщей забастовки 2007 года они были поначалу перенесены на декабрь 2007 года, а затем откладывались ещё несколько раз по различным внутриполитическим причинам. В декабре 2008 года после смерти президента Лансаны Конте произошёл военный переворот и капитан армии Мусса Дадис Камара объявил о роспуске правительства, конституционных органов и приостановке действия Конституции. Военные заявили о проведении парламентских выборов в мае 2009 года, но затем дата вновь постоянно переносилась. В 2010 году на президентских выборах победил Альфа Конде. Парламентские выборы были назначены на декабрь 2011 году, но были перенесены по соображениям безопасности. В апреле 2012 года Конде объявил о переносе выборов на неопределённый срок.

## Нынешний состав
- Движение гвинейского народа — 53 места;
- Союз демократических сил Гвинеи — 37 мест;
- Союз республиканских сил — 10 мест;
- Партия удачи и национального движения — 2 места;
- Союз за прогресс Гвинеи — 2 места;
- Прочие партии — 10 мест.